# Hermann Niehoff
Hermann Niehoff, nemški general, * 3. april 1897, † 5. november 1980.